# Potentilla diversifolia
Potentilla diversifolia, или Potentilla × diversifolia  (лат.) — многолетнее травянистое растение, вид рода Лапчатка (Potentilla) семейства Розовые (Rosaceae). Произрастает в Северной Америке. 

## Описание

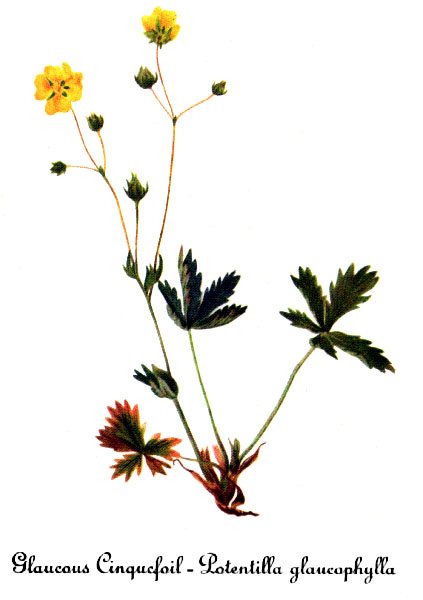
P. diversifolia (P. glaucophylla × P. hippiana)

Potentilla diversifolia — многолетнее травянистое растение. Листья серо-зелёные, разделенные обычно на пять листочков, которые в основном безволосые и глубоко лопастные или имеют зубцы вдоль своих дистальных краёв. Большинство листьев расположены низко на стебле, а более мелкие находятся выше. Соцветие — зонтик из нескольких цветков. У цветка небольшой венчик из жёлтых лепестков над чашечкой из пяти заострённых чашелистиков и пять более узких прицветничков. Считается устоявшимся гибридом P. glaucophylla × P. hippiana. 

## Разновидности
Различают три разновидности Potentilla diversifolia:
- Potentilla diversifolia var. diversifolia встречается по всей западной части Северной Америки от Аляски, Сьерра-Невады в Калифорнии до южных Скалистых гор в Нью-Мексико;
- Potentilla diversifolia var. perdissecta встречается в Скалистых горах Канады и США и вокруг них;
- Potentilla diversifolia var. ranunculus встречается в восточной Канаде и Гренландии.

## Ареал и местообитание
Вид произрастает в Северной Америке от Аляски до Гренландии, на северо-западе Тихого океана и в Скалистых горах, а также от Калифорнии до Нью-Мексико. Встречается во влажных местах. Эта лапчатка является доминирующим растением в ассоциации с травой Festuca idahoensis на альпийских склонах горной западной Монтаны и центрального Айдахо.

## Галерея

P. diversifolia
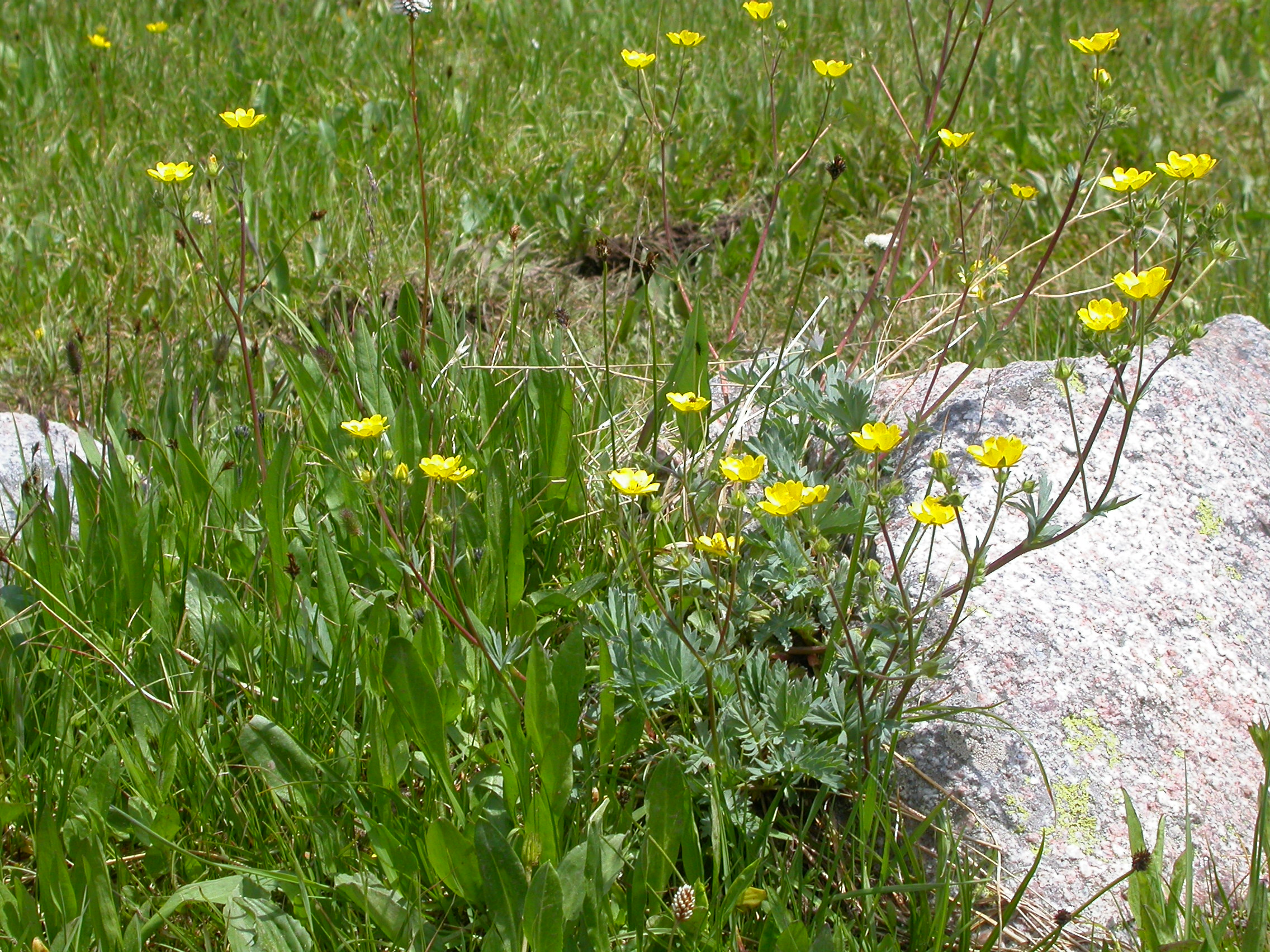
В природе
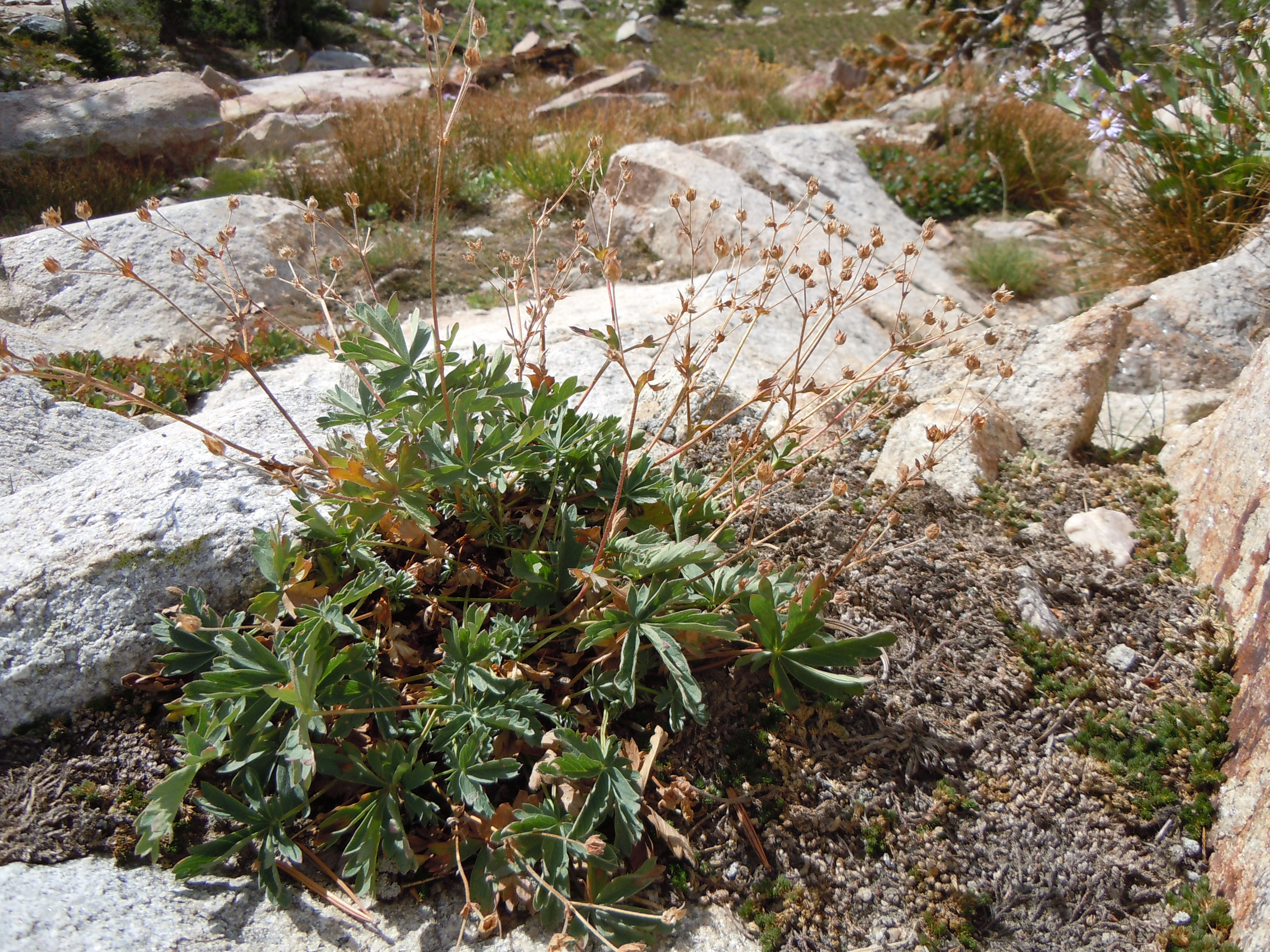
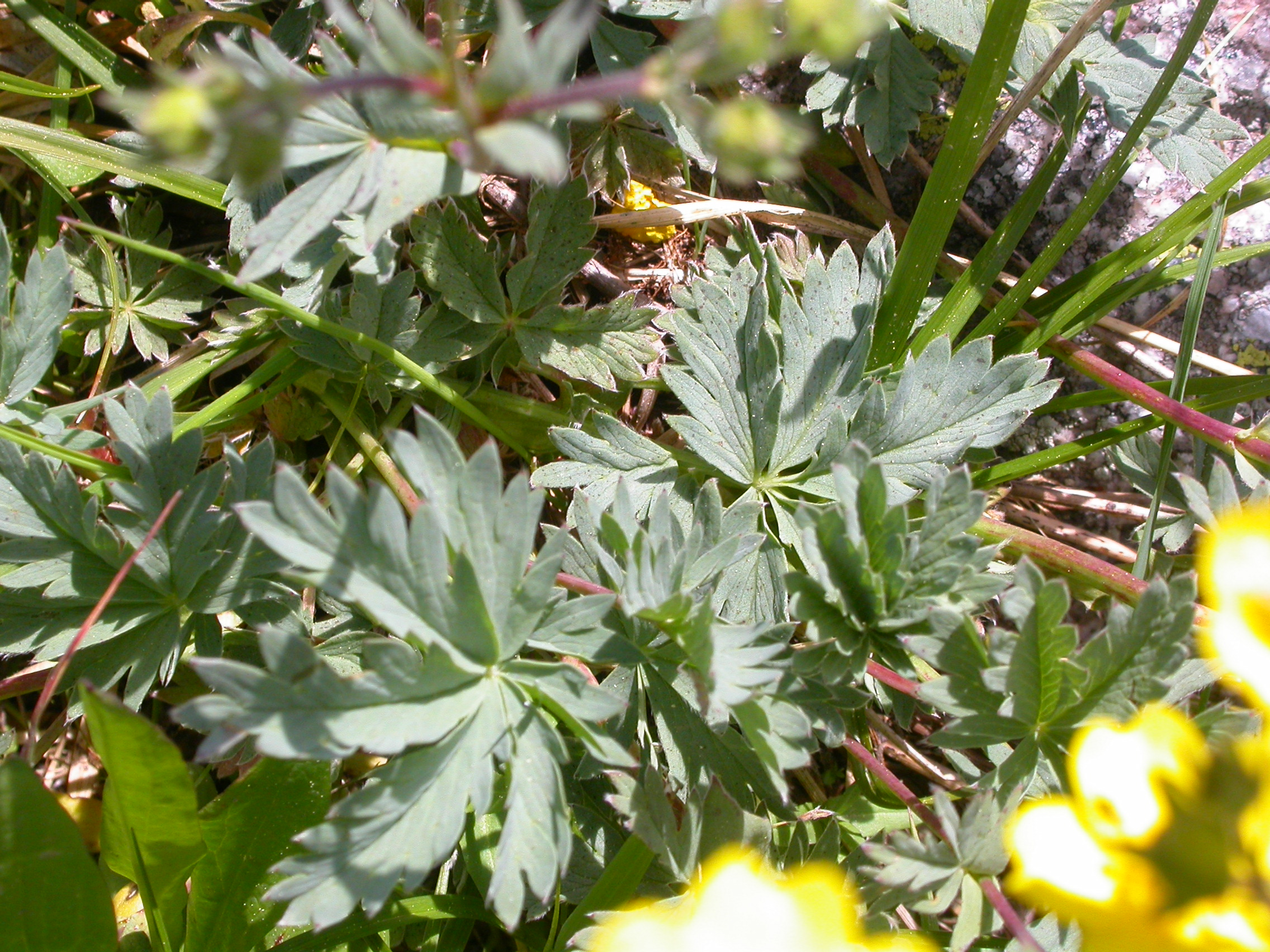
Листья
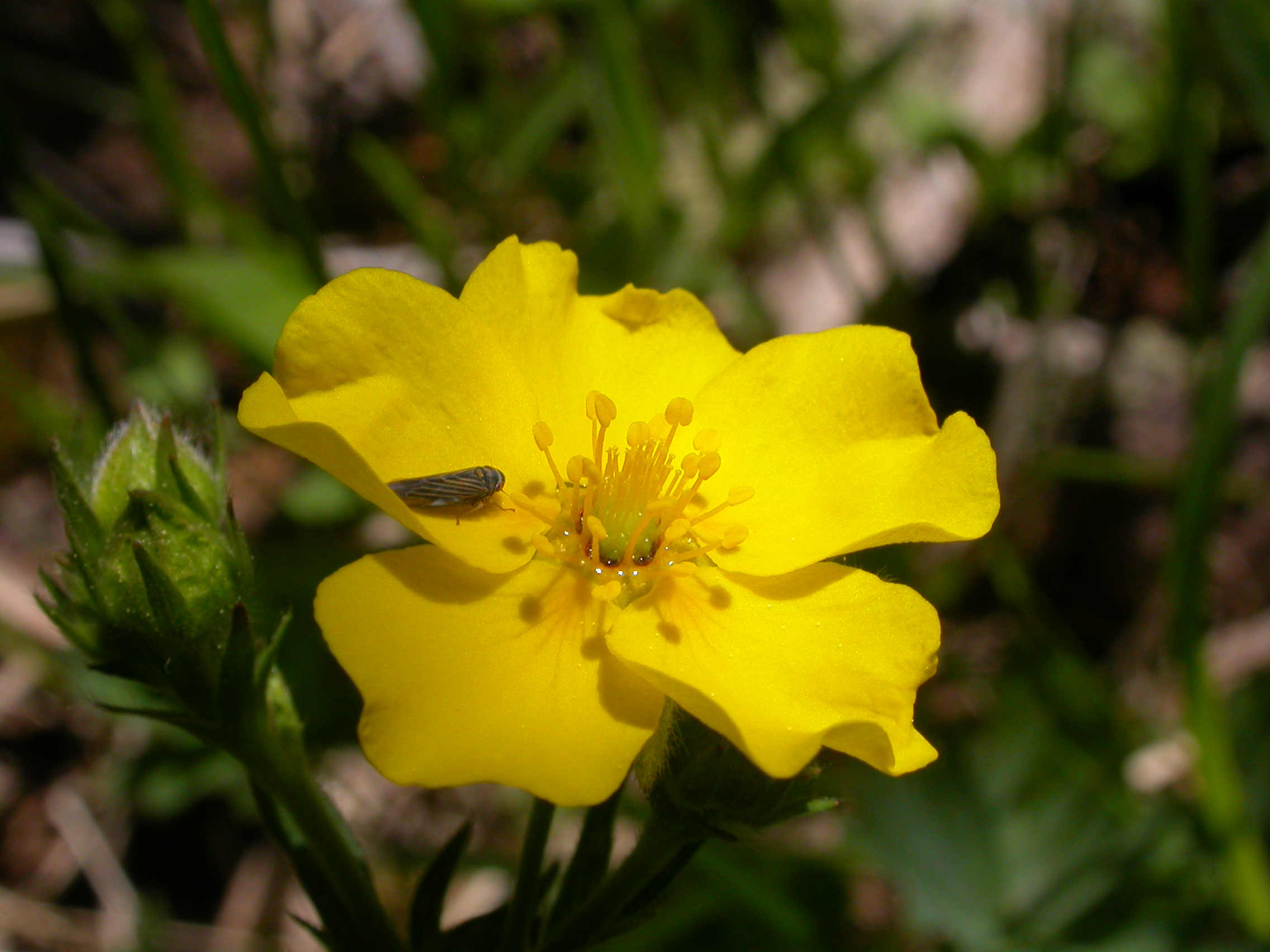
Цветок
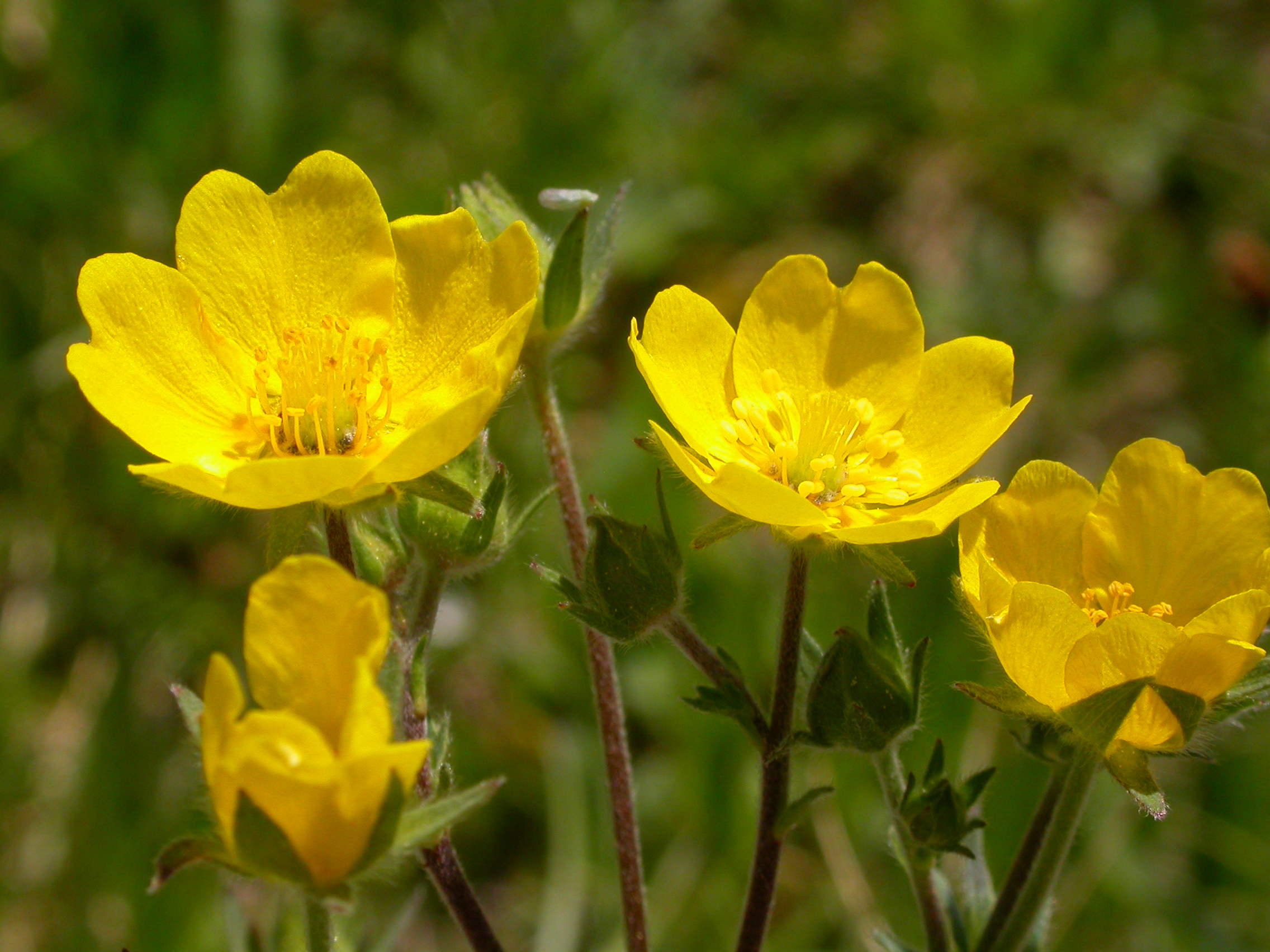